# Saint-Germain-le-Vasson
Saint-Germain-le-Vasson è un comune francese di 970 abitanti situato nel dipartimento del Calvados nella regione della Normandia.

## Società

### Evoluzione demografica
Abitanti censiti